# The Head

The Head foi um desenho animado da MTV criado em 1994 por Eric Fogel. A série teve duas temporadas produzidas entre 1994 e 1996. Foi lançada em DVD em 15 de dezembro de 2009.

## Enredo
The Head, equivalente em português a "O Cabeção", conta a história de um homem chamado "Jim" que em uma noite como outra qualquer sofre um grande alargamento de seu crânio, e posteriormente descobre que ele passou a ser habitado por um extraterrestre. O nome do extraterrestre é Roy, um alienigena roxo e com chifres. A partir de então eles se tornam aberrações mundiais e vivem grandes aventuras pelo mundo junto com outras pessoas que são aberrações e que se tornam amigas de Jim e Roy. No primeiro episódio Roy é destacado como um "demônio" que encarna em pessoas. 